# Neauphle-le-Château
Neauphle-le-Château är en kommun i departementet Yvelines i regionen Île-de-France i norra Frankrike. Kommunen ligger i kantonen Montfort-l'Amaury som tillhör arrondissementet Rambouillet. År 2022 hade Neauphle-le-Château 3 295 invånare.
Den 8 oktober 1978 bosatte sig den iranska ayatollan Ruhollah Khomeini i Neauphle-le-Château efter att ha utvisats från Irak där han tidigare levt i exil. I februari 1979 reste han från Neauphle-le-Château till Teheran som revolutionsledare för den iranska revolutionen som fullbordades samma månad. Huset där Khomeini bodde har rivits.
Den kanadensiska skådespelerskan och sångerskan Deanna Durbin bodde i Neauphle-le-Château från 1950 till sin död 2013.

## Befolkningsutveckling
Antalet invånare i kommunen Neauphle-le-Château
| Referens: INSEE |